# Scottish League One 2024/25
Die Scottish League One wurde 2024/25 zum 12. Mal als dritthöchste Fußball-Spielklasse der Herren in Schottland ausgetragen. Die Liga wurde offiziell als William Hill League One ausgetragen. und war nach der Premiership, Championship und vor der League Two eine der vier Ligen in der Scottish Professional Football League. Gefolgt wurde die League One von der League Two.
Die Saison wurde von der Scottish Professional Football League geleitet und ausgetragen und begann am 5. August 2024 und endete mit dem 36. Spieltag am 3. Mai 2025. Der Spielplan wurde am 27. Juni 2024 veröffentlicht.
In der Saison 2024/25 traten zehn Klubs in insgesamt 36 Spieltagen gegeneinander an. Jedes Team spielte jeweils zweimal zu Hause und auswärts gegen jedes andere Team. Der Meister stieg direkt in die Championship auf. Die Vereine auf den Plätzen zwei bis vier spielten in der Aufstiegsrelegation gegen den Tabellenneunten der Championship. Der Tabellenletzte stieg direkt in die League Two ab, der Vorletzte spielte in der Abstiegsrelegation.

## Vereine
| Verein                       | Stadt         | Stadion                    | Kapazität |
| ---------------------------- | ------------- | -------------------------- | --------- |
| Alloa Athletic               | Alloa         | Recreation Park            | 3.100     |
| Annan Athletic               | Annan         | Galabank                   | 2.504     |
| FC Arbroath                  | Arbroath      | Gayfield Park              | 6.600     |
| Cove Rangers                 | Cove Bay      | Balmoral Stadium           | 3.023     |
| FC Dumbarton                 | Dumbarton     | Dumbarton Football Stadium | 2.020     |
| Inverness Caledonian Thistle | Inverness     | Caledonian Stadium         | 7.750     |
| Kelty Hearts                 | Kelty         | New Central Park           | 2.181     |
| FC Montrose                  | Montrose      | Links Park                 | 4.936     |
| Queen of the South           | Dumfries      | Palmerston Park            | 8.690     |
| FC Stenhousemuir             | Stenhousemuir | Ochilview Park             | 3.746     |

## Abschlusstabelle
| Pl. | Verein                             | Sp. | S  | U  | N  | Tore    | Diff. | Punkte |
| --- | ---------------------------------- | --- | -- | -- | -- | ------- | ----- | ------ |
| 1.  | FC Arbroath (A)                    | 36  | 19 | 7  | 10 | 058:420 | +16   | 64     |
| 2.  | Cove Rangers                       | 36  | 16 | 9  | 11 | 062:440 | +18   | 57     |
| 3.  | Queen of the South                 | 36  | 16 | 7  | 13 | 046:410 | +5    | 55     |
| 4.  | FC Stenhousemuir (N)               | 36  | 15 | 8  | 13 | 048:450 | +3    | 53     |
| 5.  | Alloa Athletic                     | 36  | 13 | 12 | 11 | 055:470 | +8    | 51     |
| 6.  | Kelty Hearts                       | 36  | 11 | 11 | 14 | 040:460 | −6    | 44     |
| 7.  | Inverness Caledonian Thistle (A) 1 | 36  | 16 | 10 | 10 | 045:380 | +7    | 43     |
| 8.  | FC Montrose                        | 36  | 9  | 13 | 14 | 040:490 | −9    | 40     |
| 9.  | Annan Athletic                     | 36  | 10 | 6  | 20 | 041:680 | −27   | 36     |
| 10. | FC Dumbarton (N) 2                 | 36  | 8  | 11 | 17 | 049:660 | −17   | 20     |

Platzierungskriterien: 1. Punkte – 2. Tordifferenz – 3. geschossene Tore – 4. Direkter Vergleich (Punkte, Tordifferenz, geschossene Tore)
| Zum Saisonende 2024/25: |

| Zum Saisonende 2023/24: |                                                 |
| (A)                     | Absteiger aus der Scottish Championship 2023/24 |
| (N)                     | Aufsteiger aus der Scottish League Two 2023/24  |

## Relegation
Teilnehmer an den Relegationsspielen waren der Neuntplatzierte aus der diesjährigen League One sowie drei Mannschaften aus der League Two. Die Sieger der ersten Runde spielten in der letzten Runde um einen Platz für die folgende Scottish-League-One-Saison 2025/26.
Erste Runde
Die Spiele wurden am 6. und 10. Mai 2025 ausgetragen.
|                | Gesamt |                | Hinspiel | Rückspiel |
| -------------- | ------ | -------------- | -------- | --------- |
| Elgin City     | 4:5    | Annan Athletic | 2:4      | 2:1       |
| Edinburgh City | 1:3    | FC East Fife   | 1:0      | 0:3       |

Zweite Runde
Die Spiele wurden am 13. und 16. Mai 2025 ausgetragen.
|              | Gesamt |                | Hinspiel | Rückspiel |
| ------------ | ------ | -------------- | -------- | --------- |
| FC East Fife | 4:3    | Annan Athletic | 3:2      | 1:1       |